# Javichthys kailolae
Javichthys kailolae és una espècie de peix de la família dels tetraodòntids i de l'ordre dels tetraodontiformes.

## Hàbitat
És un peix marí i de clima tropical que viu entre 62-68 m de fondària.

## Distribució geogràfica
Es troba a Java (Indonèsia).

## Observacions
És inofensiu per als humans.